# تاتسيانا ليختاروفيتش
تاتسيانا ليختاروفيتش مواليد 29 مارس 1988 في مينسك، هي لاعبة كرة سلة بيلاروسية. يبلغ طولها 5 قدم 11 بوصة (1.8 م). مثلت منتخب بلادها. شاركت في دورة الألعاب الأولمبية الصيفية سنة 2008.

## سجل المنافسة
شاركت في المنافسات التالية:
- الألعاب الأولمبية الصيفية 2008
- الألعاب الأولمبية الصيفية 2016
- كأس العالم لكرة السلة للسيدات 2014

## روابط خارجية
- تاتسيانا ليختاروفيتش على موقع الاتحاد الدولي لكرة السلة (الإنجليزية)
- تاتسيانا ليختاروفيتش على موقع كرة السلة الأوروبية.كوم (الإنجليزية)
- تاتسيانا ليختاروفيتش على موقع بروبوليرز (الإنجليزية)
- تاتسيانا ليختاروفيتش على موقع سبورتس رفرنس (الإنجليزية)
- تاتسيانا ليختاروفيتش على موقع أوليمبيديا (الإنجليزية)